# Італо-кельтська гіпотеза
Італо-кельтська гіпотеза розглядає італьські і кельтські мови індоєвропейської родини як найближчих родичів, висхідних до загального предка. Підставою для цієї гіпотези є низка загальних характеристик, що не спостерігаються в інших індоєвропейських мовах, а також високий ступінь збігу лексикону в написах античного періоду.

## Аргументи прихильників
Вперше гіпотезу італо-кельтського споріднення висунув Антуан Мейє. Він і його прихильники шляхом порівняльного методу реконструювали так званий «прото-італо-кельтську мову» і вважали, що вона існувала в III — початку II тис. до Р. Х.. в південно-центральній Європі (без прив'язки до конкретної археологічної культури). Після того, як Калверт Воткінс піддав цю гіпотезу критиці в 1966 р.,, вона втратила багатьох прихильників, хоча дотепер її підтримують ряд лінгвістів, зокрема, Фредерік Кортландт.
У 2002 р. Ринзі, Ворноу і Тейлор опублікували статтю, де, спираючись на комп'ютерні методи на додаток до традиційних методів історичної лінгвістики, призвели нові аргументи на користь італо-кельтської гіпотези,, а у 2007 р. Ф. Кортландт запропонував реконструкцію прото-італо-кельтської мови.

## Морфологічні збіги
Основні спільні форми для італьських і кельтських мов:
1. тематичний генитив на i (dominus, domini). Як в італійських мовах (Popliosio Valesiosio, Lapis Satricanus[en]), так і в кельтських (лепонтське, кельтіберське -o) також виявлені сліди праіндоєвропейського генітива -osyo, що може вказувати на те, що поширення генітива на i сталося у двох групах незалежно (або шляхом ареальної дифузії). Генітив на i порівнюють з відміною на довге -i іменників жіночого роду в санскриті (див.Devi and Vrkis feminines[en]), проте він може бути і порівняно пізнім, самостійно розвинувшимся явищем. Також дане явище зіставляють з мутацією -i в лувійській мові.
2. умовний спосіб на ā: як у італійських, так і в кельтських мовах воно походить від зниклого оптатива на -ā-. Даний оптатив невідомий в інших індоєвропейських мовах, проте суфікс зустрічається у формах минулого часу балтійських, слов'янських (нині зникли в більшості з них) і тохарських мовах, а також, ймовірно, в хеттській -ahh-.
3. злиття праіндоевропейського аориста і перфекта в єдиний минулий час. Критики вважають, що в обох групах це досить пізнє явище на рівні кельтської і італьської прамови, ймовірно, належить до часу їхнього першого контакту.
4. асиміляція початкового *p з наступним *kʷ[5], що передувало іншому явищу — втрати початкового *p в кельтських мовах:

пра-і.є. *penkʷe ('п'ять') → лат. quinque; давньоірл. cóic
пра-і.є. *perkʷu- ('дуб') → лат. quercus; гойдельський етнонім Querni, пор. Hispania Querquerni.
пра-і.є. *pekʷ- ('готувати їжу)' → лат. coquere; валл. poeth ('гарячий'; валлійське p виникло від пракельтського *kʷ)
Спочатку вважалося, що пасив на r (медіопасив) був інновацією, характерною тільки для італо-кельтських мов, проте пізніше подібне явище було виявлено в анатолійських і в тохарських мовах.

## Лексичні збіги
Серед інших збігів потрібно відзначити серію спільних слів, зокрема, назви поширених металів (золото, срібло, олово тощо), слово «чоловік» (лат. vir, шотл. гел. fir, пор. лит. vyras), відмінних від інших індоєвропейських мов.

### Лузітанська, венетська, лібурнська мови
Лузітанська мова (Португалія) має низку рис, які об'єднують його як з кельтськими, так і з італьськими мовами, що ускладнює його класифікацію.
З іншого боку, венетська (північний схід Італії, відома по написах і іменах) і лібурнська (Далмація, Істрія, відома за численними іменами) мови виявляють досить помітну схожість з італьськими мовами, проте не виявляють будь-яких рис, що зближують їх з кельтськими. Тому у низці концепцій італо-кельтська група розширюється до італо-кельто-венетської.

### Матеріальна культура
Марія Гімбутас підтримувала гіпотезу, згідно з якою «прото- італіки», що походили від північно-альпійської (південногерманської) групи культури полів поховальних урн, проникли в центральну і північну Італію, а Середньодунайська група тієї ж культури (венети і іллірійці) влаштувалися в Венето, Апулії і на Сицилії. Вона зазначила схожість між керамікою зазначених двох географічних груп культури полів поховальних урн і керамікою протовіллановської культури. На початок XXI сторіччя прихильники курганної гіпотези припускають, як правило, більш ранній розпад італо-кельтської спільності.

## Аргументи критиків
Найпоширеніша альтернативна інтерпретація фактів схожості між кельтськими і італьськими мовами — тісна взаємодія мов-предків у рамках загального ареалу протягом тривалого періоду. Як вказує К. Воткінс (Watkins, 1966), «спільність -ī (генитива) в італьських і кельтських мовах слід пояснити скоріше раннім контактом, ніж початковою єдністю». Передбачуваний період мовного контакту міг бути пізнішим, ніж пропонована прихильниками дата розпаду мови — можливо, аж до початку 1 тис. до Р. Х..
Якщо, проте, принаймні деякі загальні форми дійсно є архаїзмами — елементами праіндоєвропейської мови, втраченими в інших гілках; це зовсім не обов'язково вимагає створення моделі особливої спорідненості цих двох гілок після його розпаду. Італьські та особливо кельтські мови також мають низку загальних архаїчних рис з анатолійськими і тохарськими мовами